# Elsie Goldsack Pittman
Elsie Goldsack Pittman (de soltera Goldsack; 21 de enero de 1904 - 28 de marzo de 1975) fue una jugadora de tenis inglesa que compitió durante la segunda mitad de la década de 1920 y la década de 1930.
Entre 1925 y 1939, participó en 15 Campeonatos de Wimbledon. Su mejor resultado en el evento individual fue alcanzar la semifinal en 1929, en la cual fue derrotada en sets seguidos por la máxima favorita y eventual campeona Helen Wills. En dobles mixtos, llegó a los cuartos de final en 1930 y 1931. Su mayor éxito a nivel de Grand Slam fue en 1937, cuando junto a Phyllis Mudford King llegó a la final del Campeonato de Wimbledon 1937, la cual perdieron ante Simonne Mathieu y Billie Yorke en sets seguidos.
En 1932, llegó a las semifinales del evento individual en el Campeonato Nacional de EE. UU., perdiendo ante la máxima favorita y eventual campeona Helen Jacobs. Durante el mismo torneo, llegó a las semifinales del evento de dobles mixtos. Ese mismo año, ganó el título individual en el Campeonato de Canchas de Césped del Este en Rye, Nueva York, tras derrotar a Joan Ridley en la final.
En septiembre de 1931, ganó el título individual en el torneo Invitación de Ardsley en el Club Ardsley. En 1931 y 1932, ganó el Campeonato de los Estados Medios, derrotando a su compatriota Joan Ridley en ambas finales. El 4 de enero de 1930, se casó con J.B. Pittman.

## Finales de Grand Slam

### Dobles: 1 (1 subcampeonato)
| Resultado | Año  | Campeonato | Superficie | Compañera            | Oponentes                    | Marcador |
| --------- | ---- | ---------- | ---------- | -------------------- | ---------------------------- | -------- |
| Derrota   | 1937 | Wimbledon  | Césped     | Phyllis Mudford King | Simonne Mathieu Billie Yorke | 3–6, 3–6 |